# João Gilberto Noll
João Gilberto Noll (Porto Alegre, 15 de abril de 1946-ibídem, 29 de marzo de 2017) fue un escritor brasileño. Estudió Letras en la Universidad Federal de Rio Grande do Sul.

## Obras
- O cego e a dançarina (libro de cuentos, 1980)
- A fúria do corpo (1983)
- Bandoleiros (1985)
- Hotel Atlántico (1989)
- A Máquina do Ser (2006)
- Acenos e afagos (2008)
- O nervo da noite (2009/juvenil)
- Sou eu! (2009/juvenil)
- Anjo das ondas (2010)
- Solidão continental (2012)